# Olympische Sommerspiele 1912/Segeln
Bei den Olympischen Sommerspielen 1912, offiziell Spiele der V. Olympiade genannt, in der schwedischen Hauptstadt Stockholm fanden vier Wettbewerbe im Segeln statt. Austragungsort war der Küstenabschnitt vor Nynäshamn.

## Bilanz

### Medaillenspiegel
| Platz | Land             | Gold | Silber | Bronze | Gesamt |
| ----- | ---------------- | ---- | ------ | ------ | ------ |
| 01    | Norwegen         | 2    | —      | —      | 2      |
| 02    | Schweden         | 1    | 2      | 1      | 4      |
| 03    | Frankreich       | 1    | —      | —      | 1      |
| 04    | Finnland         | —    | 1      | 2      | 3      |
| 05    | Dänemark         | —    | 1      | —      | 1      |
| 06    | Russisches Reich | —    | —      | 1      | 1      |

### Medaillengewinner
| Disziplin       | Gold | Silber | Bronze |
| --------------- | --- | --- | --- |
| 6-Meter-Klasse  | Frankreich Amédée Thubé Gaston Thubé Jacques Thubé | Dänemark Steen Herschend Hans Meulengracht-Madsen Sven Thomsen                                                                                   | Schweden Otto Aust Eric Sandberg Harald Sandberg                                                                              |
| 8-Meter-Klasse  | Norwegen Thomas Aass Andreas Brecke Torleiv Corneliussen Thoralf Glad Christian Jebe                                                                    | Schweden Emil Henriques Bengt Heyman Alvar Thiel Herbert Westermark Nils Westermark                                                              | Finnland Arthur Ahnger Emil Lindh Bertil Tallberg Gunnar Tallberg Georg Westling                                              |
| 10-Meter-Klasse | Schweden Filip Ericsson Carl Hellström Paul Isberg Humbert Lundén Herman Nyberg Harry Rosenswärd Erik Wallerius Harald Wallin                           | Finnland Waldemar Björkstén Jacob Björnström Bror Brenner Allan Franck Erik Lindh Juho Arne Pekkalainen Harry Wahl                               | Russland Esper Belosselski Ernst Brasche Karl Lindholm Nikolai Puschnizki Alexander Rodionow Iossif Schomaker Philipp Strauch |
| 12-Meter-Klasse | Norwegen Johan Anker Nils Bertelsen Eilert Falch-Lund Halfdan Hansen Arnfinn Heje Magnus Konow Alfred Larsen Petter Larsen Christian Staib Carl Thaulow | Schweden Per Bergman Dick Bergström Kurt Bergström Hugo Clason Folke Johnson Sigurd Kander Iwan Lamby Erik Lindqvist Nils Persson Hugo Sällström | Finnland Max Alfthan Erik Hartvall Jarl Hulldén Sigurd Juslén Ernst Krogius Eino Sandelin John Silén                          |

## Offene Klassen

Olympische Bootsklassen 1912 (von links): 6-Meter-Klasse, 8-Meter-Klasse, 10-Meter-Klasse, 12-Meter-Klasse

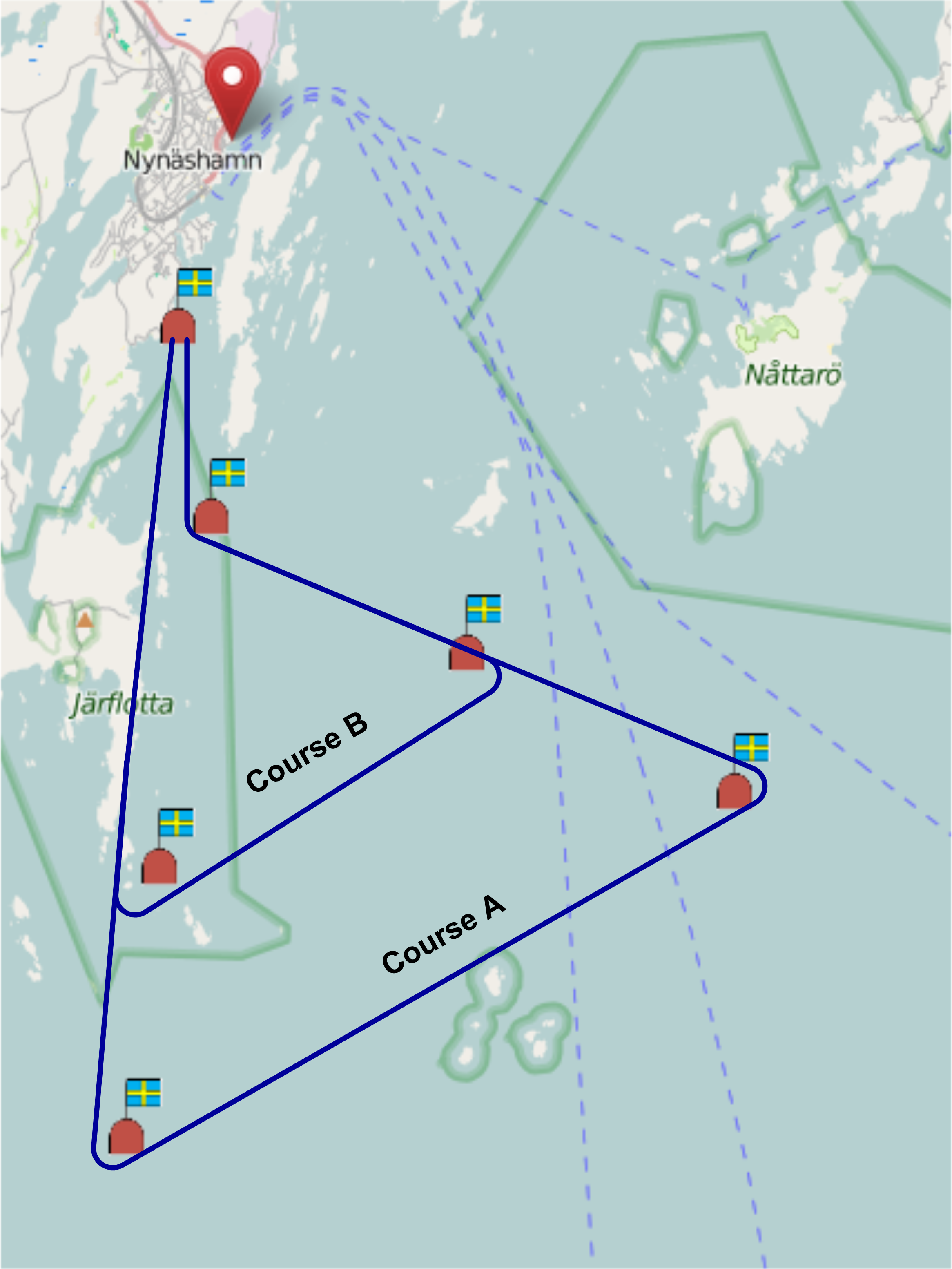
Segelkurse vor Nynäshamn, 1912

### 6-Meter-Klasse
| Platz | Land | Athleten                                                                 |
| ----- | ---- | ------------------------------------------------------------------------ |
| 1     | FRA  | Mac Miche Amédée Thubé, Gaston Thubé, Jacques Thubé                      |
| 2     | DEN  | Nurdug II Steen Herschend, Hans Meulengracht-Madsen, Sven Thomsen        |
| 3     | SWE  | Kerstin-1 Otto Aust, Eric Sandberg, Harald Sandberg                      |
| 4     | SWE  | Sass-2 Olof Mark, Edvin Hagberg, Jonas Jonsson                           |
| 5     | FIN  | Finn II Ernst Estlander, Torsten Sandelin, Gunnar Stenbäck               |
| 5     | NOR  | Sonja II Edvard Christensen, Hans Christiansen, Eigil Kragh Christiansen |

### 8-Meter-Klasse
| Platz | Land | Athleten                                                                                      |
| ----- | ---- | --------------------------------------------------------------------------------------------- |
| 1     | NOR  | Taifun Thomas Aass, Andreas Brecke, Torleiv Corneliussen, Thoralf Glad, Christian Jebe        |
| 2     | SWE  | Emil Henriques, Bengt Heyman, Alvar Thiel, Herbert Westermark, Nils Westermark                |
| 3     | FIN  | Arthur Ahnger, Emil Lindh, Bertil Tallberg, Gunnar Tallberg, Georg Westling                   |
| 4     | FIN  | Gustaf Estlander, Curt Andstén, Jarl Andstén, Carl Girsén, Bertel Juslén                      |
| 5     | RUS  | Herman von Adlerberg, Johan Farber, Wladimir Jelewitsch, Wladimir Lurasow, Nikolai Podgornow  |
| 5     | RUS  | Wenzeslaw Kusmitschow, Jewgenij Lomatsch, Viktor Markow, Pawel Pawlow                         |
| 5     | SWE  | Fritz Sjöqvist, Johan Sjöqvist, Ragnar Gripe, Torsten Grönfors, Gunnar Månsson, Emil Hagström |

### 10-Meter-Klasse
| Platz | Land | Athleten |
| ----- | ---- | --- |
| 1     | SWE  | Filip Ericsson, Carl Hellström, Paul Isberg, Humbert Lundén, Herman Nyberg, Harry Rosenswärd, Erik Wallerius, Harald Wallin     |
| 2     | FIN  | Waldemar Björkstén, Jacob Björnström, Bror Brenner, Allan Franck, Erik Lindh, Juho Arne Pekkalainen, Harry Wahl                 |
| 3     | RUS  | Esper Belosselski, Ernst Brasche, Karl Lindholm, Nikolai Puschnizki, Alexander Rodionow, Joseph von Schomacker, Philipp Strauch |
| 4     | SWE  | Wilhelm Forsberg, Bertil Bothén, Björn Bothén, Erik Lindén, Arvid Perslow, Erik Waller, Bertel Juslén                           |

### 12-Meter-Klasse
In der 12-Meter-Klasse traten nur drei Teilnehmer an.
| Platz | Land | Athleten |
| ----- | ---- | --- |
| 1     | NOR  | Magda IX Johan Anker, Nils Bertelsen, Eilert Falch-Lund, Halfdan Hansen, Arnfinn Heje, Magnus Konow, Alfred Larsen, Petter Larsen, Christian Staib, Carl Thaulow |
| 2     | SWE  | Erna Signe Per Bergman, Dick Bergström, Kurt Bergström, Hugo Clason, Folke Johnson, Sigurd Kander, Iwan Lamby, Erik Lindqvist, Nils Persson, Hugo Sällström      |
| 3     | FIN  | Heatherbell Max Alfthan, Erik Hartvall, Jarl Hulldén, Sigurd Juslén, Ernst Krogius, Eino Sandelin, John Silén                                                    |